# Кубок Чемпіонів Таїланду з футболу
Кубок Чемпіонів Таїланду з футболу — одноматчевий футбольний клубний турнір у Таїланді. У Кубку зустрічається чемпіон країни та переможець національного кубку минулого сезону.

## Фінали
| Сезон | Переможець           | Фіналіст             | Рахунок              |
| ----- | -------------------- | -------------------- | -------------------- |
| 2017  | Муанг Тонг Юнайтед   | Сукхотхай            | 5–0                  |
| 2018  | Чіанграй Юнайтед     | Бурірам Юнайтед      | 2–2 пен. 8–7         |
| 2019  | Бурірам Юнайтед      | Чіанграй Юнайтед     | 3–1                  |
| 2020  | Чіанграй Юнайтед     | Порт                 | 2–0                  |
| 2021  | Патум Юнайтед        | Чіанграй Юнайтед     | 1–0                  |
| 2022  | Патум Юнайтед        | Бурірам Юнайтед      | 3–2                  |
| 2023  | Бангкок Юнайтед      | Бурірам Юнайтед      | 2–0                  |
| 2024  | турнір не проводився | турнір не проводився | турнір не проводився |

## Титули за клубами
| Команда            | Перемоги | Фінали | Роки перемог |
| ------------------ | -------- | ------ | ------------ |
| Чіанграй Юнайтед   | 2        | 2      | 2018, 2020   |
| Патум Юнайтед      | 2        | -      | 2021, 2022   |
| Бурірам Юнайтед    | 1        | 3      | 2019         |
| Бангкок Юнайтед    | 1        | -      | 2023         |
| Муанг Тонг Юнайтед | 1        | -      | 2017         |
| Сукхотхай          | -        | 1      | -            |
| Порт               | -        | 1      | -            |